# سيلفيو كوينتيرو
سيلفيو كوينتيرو (بالإسبانية: Silvio Quintero)‏ (13 أبريل 1950 - ) هو لاعب كرة قدم كولومبي في مركز حراسة المرمى، شارك في الألعاب الأولمبية الصيفية 1972. ولعب مع ديبورتيس توليما.

## وصلات خارجية
- سيلفيو كوينتيرو على موقع أوليمبيديا (الإنجليزية)